# Agama paragama
Agama paragama là một loài thằn lằn trong họ Agamidae. Loài này được Grandison mô tả khoa học đầu tiên năm 1968.